# Lygosoma punctata
Espèce
Synonymes
- Scincus punctatus Gmelin, 1799
- Seps scincoides Cuvier, 1829
- Riopa hardwickii Gray, 1845
- Mabuya elegans Gray, 1845
- Riopa punctata (Gmelin, 1799)

Lygosoma punctata est une espèce de sauriens de la famille des Scincidae.

## Répartition
Cette espèce se rencontre au Pakistan, en Inde, au Bangladesh, au Sri Lanka et au Viêt Nam.

## Publication originale
- Gmelin, 1799 in Schneider, 1799 : Historiae amphibiorum naturalis et literariae fasciculus secondus, vol. 2 (texte intégral).